# أوسكار سوتو
أوسكار سوتو (بالإسبانية: Óscar Soto) هو رياضي خماسي مكسيكي، ولد في 9 يونيو 1983 في مدينة مكسيكو في المكسيك.

## وصلات خارجية
- أوسكار سوتو على موقع الاتحاد الدولي للخماسي الحديث (الإنجليزية)
- أوسكار سوتو على موقع اللجنة الأولمبية الدولية (الإنجليزية)
- أوسكار سوتو على موقع أوليمبيديا (الإنجليزية)